# Palavir
Palavir es un acrónimo de Plugat HaAvir (en hebreo: פלוגת האוויר) (en español: Escuadrón aéreo) era la fuerza aérea del Palmaj, una unidad de élite del Haganá con sede en Tel Aviv. Poco se sabe sobre la unidad aérea del Palmaj, debido a su corta vida y al carácter secreto de la unidad, durante el Mandato británico de Palestina. Al igual que el resto del Palmaj, estaba formado en su totalidad por combatientes judíos.

## Introducción
El Palavir era la fuerza aérea del Palmaj, la fuerza de élite de la Haganá. La unidad de pilotos fue fundada en diciembre de 1943, y funcionó hasta el 10 de noviembre de 1947, fecha en la que fue absorbida por el servicio aéreo (Sherut Avir). En la unidad se entrenaron 34 pilotos, de los cuales 24 se alistaron en la Fuerza Aérea Israelí, y los diez restantes se retiraron como pilotos. La unidad estaba comandada, entre otros, por Pinchas Ben-Porat, Shlomo Miller, Yaakov Ben-Chaim y Yitzchak Bodnik (Yavna). Además de ser la fuerza aérea del Palmaj, la unidad de pilotos mantuvo una actividad operativa desde el final de la Segunda Guerra Mundial en septiembre de 1945, hasta el estallido de la guerra civil durante el Mandato de Palestina, en noviembre de 1947.

## Historia

### Años 20
Después de los acontecimientos de la Primera Guerra Mundial, se percibió que se necesitaba una fuerza aérea que pudiera tener un gran impacto durante una guerra, por ejemplo, en abril de 1920, cuando las fuerzas indias del Ejército británico acamparon cerca del Mar de Galilea, sus fuerzas fueron atacadas por miles de árabes que también pusieron en peligro los asentamientos judíos ubicados en el Valle del Jordán, dos aviones de la Real Fuerza Aérea (RAF) arrojaron bombas sobre los asaltantes, lo que provocó que los atacantes se retiraran. El 5 de mayo de 1921, la ciudad de Petaj Tikva fue atacada por una multitud de ciudadanos árabes enojados, un avión de patrulla británico arrojó cuatro bombas sobre los atacantes. El piloto también logró lanzar una nota para advertir a los defensores de la ciudad de la llegada de los alborotadores, y posteriormente un vehículo blindado de combate llegó a la ciudad para detener el ataque, un hecho similar ocurrió al día siguiente en la población de Hadera, como resultado de todo lo anterior, algunos ciudadanos particulares promovieron la compra de varias aeronaves y el establecimiento de una fuerza aérea hebrea en Palestina. Israel Shohat, quien fue uno de los fundadores de Bar Giora y Hashomer, se reunió en 1925 con el líder socialista francés León Blum y le pidió permiso para que los voluntarios palestinos entrenasen pilotos en Francia, pero la idea no prosperó.

### Años 30
En septiembre de 1934, los pioneros de la aviación Dov Hoz e Yitzchak Chizik compraron un avión De Havilland DH.82 Tiger Moth en Inglaterra, la compra del avión fue difícil debido a la resistencia del gobierno británico, la aeronave fue pilotada por un instructor de vuelo británico, ese mismo avión fue destruido cuando se estrelló en el kibutz Afikim, en el Valle del Jordán, el 17 de marzo de 1938, afortunadamente, tanto el piloto como el estudiante de vuelo sobrevivieron. La escuela de vuelo de la compañía Aviron fue fundada en el kibutz Afikim, cerca del Mar de Galilea, en marzo de 1938.

### Años 40
Durante la Segunda Guerra Mundial, alrededor de 1.500 hombres palestinos se alistaron en la Real Fuerza Aérea británica como personal de tierra y para formar parte de las tripulaciones aéreas, unas 500 mujeres palestinas, se alistaron en el cuerpo auxiliar femenino de la Real Fuerza Aérea (RAF).

#### 1940
En julio de 1940, las autoridades británicas pidieron a los habitantes de Palestina que se ofrecieran como voluntarios para el Ejército Británico. A la luz de la difícil situación en el frente de batalla, el Imperio británico aprobó el alistamiento de voluntarios entre los residentes del Yishuv para formar parte del Ejército Británico. El cuartel general de la Fuerza Aérea Británica en Palestina, también se puso en contacto con la Agencia Judía en Palestina, que accedió a ofrecer toda la ayuda posible, a pesar de varias objeciones que se plantearon por cuestiones ideológicas relacionadas con el sionismo, existía el problema de que los voluntarios no estaban concentrados en batallones hebreos y fueron distribuidos entre varias unidades, aun así, hubo un enorme entusiasmo entre la comunidad judía de Palestina, para alistarse como voluntarios en el Ejército y la Fuerza Aérea Británica. 
El alto mando de las fuerzas armadas británicas en Palestina estableció una cuota de alistamiento de 550 hombres y en menos de una semana más de 300 voluntarios palestinos se alistaron en sus filas, en menos de dos semanas el número de voluntarios superó los 1.000 (aunque 650 fueron aceptados y 400 fueron rechazados por diversas razones) y el cuartel general de la Real Fuerza Aérea Británica (RAF), aumentó la cuota de alistamiento a 1.800 personas, sin embargo, esta cuota no se completó, porque el proceso de alistamiento se detuvo en agosto de 1940, debido a la falta de equipamiento personal para los nuevos voluntarios. 
El alistamiento de verano de 1940, añadió 1.300 hombres a las filas de la Real Fuerza Aérea Británica, la mayoría de ellos eran judíos, solamente unos pocos eran árabes. 
Más de la mitad de los voluntarios no tenían formación profesional y fueron asignados a diversos puestos de servicios generales y se dedicaron a una amplia variedad de actividades. 
Cuando en otoño de 1940 hubo una nueva cuota de alistamiento, se alistaron unos 200 judíos de los asentamientos. 
El programa de alistamiento de la Real Fuerza Aérea Británica en Palestina, alistó aproximadamente a unas 2.000 personas.

#### 1943
En 1943, el Palmaj envió a tres de sus miembros para que fueran entrenados en la escuela de vuelo de la compañía Aviron, ubicada en el kibutz Afikim. Posteriormente, el Palavir envió a seis nuevos alumnos. Sin embargo, en 1943 los británicos prohibieron la Haganá y el Palmaj, en respuesta a esta decisión, ambas organizaciones pasaron a la clandestinidad.

#### 1945
En 1945, el Palavir formaba parte del Palmaj y de la organización de defensa judía Haganá, antes del establecimiento del Estado de Israel. La rama naval del Palmaj, el Palyam, fue creada ese mismo año.

#### 1947
La actividad operativa de la unidad de pilotos continuó hasta noviembre de 1947. Durante los inicios de la guerra civil en el mandato de Palestina, los pilotos de la unidad desempeñaron diversas funciones que contribuyeron a aumentar la capacidad de combate del Palmaj y ayudaron en la defensa de los asentamientos, los miembros de la unidad tomaban fotografías aéreas con el propósito de recopilar inteligencia militar y servían de enlace con el cuartel general del Palmaj. 
Los miembros del Palavir usaban pistas de aterrizaje improvisadas, y ayudaban a llevar a cabo diversas operaciones, también proporcionaban municiones, armas, alimentos y medicinas a los asentamientos aislados. La unidad se ocupaba principalmente de realizar tareas de observación, fotografía, patrulla, reconocimiento militar y enlace. 
Los miembros de la unidad de vuelo dejaban caer equipamiento militar, correo e instrucciones, fotografiaban aldeas y pueblos palestinos desde el aire, y buscaban lugares adecuados ubicados en puntos distantes, que posteriormente eran utilizados como pistas de aterrizaje improvisadas, para ser usadas en caso de una emergencia.
En 1947, dos biplanos Tiger Moth procedentes de Canadá, fueron adquiridos, ese mismo año, la escuela de vuelo del Palavir, se mudó desde el kibutz Afikim y la ciudad de Ramla, al aeropuerto de Lod.
El Palavir, comenzó a operar desde el Norte de Israel, concretamente desde la ciudad de Haifa, lo que permitió a los Tiger Moths fotografiar los campamentos del Ejército Árabe Sirio ubicados en los Altos del Golán. El hecho de que el Palavir fue creado junto con el Palmaj y el Palyam, significaba que compartía con ellos la misma estructura de mando. 
A finales de 1947, el progreso de la aviación hebrea en Palestina era ya muy grande, contando con el apoyo de los líderes del Yishuv, la fuerza aérea creció y prosperó en gran medida gracias al entusiasmo de unos pocos aficionados a la aviación y al público fascinado por la experiencia de volar que ofrecía la tecnología del siglo XX. 
Entre los hitos más importantes de ese período se encuentra el establecimiento de varias aerolíneas que operaban algunas escuelas de vuelo, la adquisición de conocimientos y experiencia en las fuerzas aéreas aliadas durante la Segunda Guerra Mundial, y el establecimiento de una fuerza aérea clandestina que era una unidad militar permanente e independiente.
A pesar del tremendo crecimiento de la infraestructura de la aviación hebrea en Palestina, el servicio aéreo era insignificante, al principio tenía solo unos pocos aviones ligeros, sus pilotos no tenían experiencia en combate, aún no se había establecido un cuartel general para la fuerza aérea, no había un presupuesto organizado para la unidad de pilotos y para la aviación hebrea en Palestina, y el servicio aéreo era todavía una fuerza paramilitar clandestina. El Palavir se integró en el servicio aéreo en noviembre de 1947.

#### 1948
El 28 de mayo de 1948, el servicio aéreo fue absorbido por la Fuerza Aérea Israelí, integrada a su vez en las Fuerzas de Defensa de Israel (FDI). Después del establecimiento de las FDI y la disolución del servicio aéreo, el 28 de mayo de 1948, los pilotos de la unidad se unieron a la Fuerza Aérea de Israel.
La mayor parte de los pilotos de la unidad se retiraron y se dedicaron a otras actividades en la vida civil, mientras que el resto sirvieron en la fuerza aérea, y después de su servicio en las fuerzas armadas, algunos sirvieron como pilotos civiles en algunas líneas aéreas.